# Ophidion guianense
Ophidion guianense är en fiskart som beskrevs av Lea och Robins 2003. Ophidion guianense ingår i släktet Ophidion och familjen Ophidiidae. Inga underarter finns listade i Catalogue of Life.